# HD173600
HD173600 — хімічно пекулярна зоря спектрального класу
A0 й має видиму зоряну величину в смузі V приблизно 10,5.

## Пекулярний хімічний склад
Зоряна атмосфера HD173600 має підвищений вміст 
Cr
.